# Eric Lawson (político)
Eric Vernon Lawson, OBE (1910 – 1 de julho de 1993) foi um empresário e político australiano-salomônico. O estádio Lawson Tama, na capital Honiara, é nomeado em sua homenagem.